# Isla de Houx
Isla de Houx (en francés: Île de Houx) es una pequeña isla fluvial del río Mosa, al sur de Bélgica, situada en el pueblo del mismo nombre, cerca de Yvoir. Una plantación de álamos de Canadá fue creada en el sitio. Administrativamente depende de la Comuna de Yvoir, Provincia de Namur, parte de la Región Valona.